# Черняєв Анатолій Сергійович
Анатолій Сергійович Черняєв (25 травня 1921, Москва — 12 березня 2017, Москва) — радянський партійний діяч, заступник завідувача міжнародного відділу ЦК КПРС, помічник генерального секретаря ЦК КПРС, помічник президента СРСР. Член Центральної Ревізійної Комісії КПРС у 1976—1981 роках. Кандидат у члени ЦК КПРС у 1981—1986 роках. Член ЦК КПРС у 1986—1990 роках. Кандидат історичних наук (1950), доцент.

## Життєпис
Народився в родині інженера, мати походила з дворянського роду.
У 1938—1941 роках — студент Московського інституту філософії, літератури та історії імені Чернишевського.
У 1941—1946 роках — у Червоній армії, учасник німецько-радянської війни. Командував взводом 50-го загороджувального загону, ротою, був старшим ад'ютантом стрілецького батальйону 305-го стрілецького полку 44-ї стрілецької дивізії, начальником штабу батальйону, 1-м помічником начальника штабу полку в складі 1-ї ударної армії. У січні 1945 року був двічі поранений.
Член ВКП(б) з 1942 року.
У 1947 році закінчив історичний факультет Московського державного університету. У 1947—1950 роках — аспірант Московського державного університету. Захистив кандидатську дисертацію «Економічна криза в Англії після Першої світової війни». Фахівець з історії Великої Британії.
У 1950—1958 роках — викладач, доцент Московського державного університету. У 1951—1952 роках — в.о. завідувача кафедри нової та новітньої історії МДУ.
З 1953 року працював в апараті ЦК КПРС. У 1956—1958 роках — інструктор відділу економічних і історичних наук ЦК КПРС.
У 1958—1961 роках працював в редакції журналу «Проблеми миру і соціалізму» в Празі.
У 1961—1970 роках — референт, помічник завідувача відділу, консультант, керівник групи консультантів міжнародного відділу ЦК КПРС. З жовтня 1970 по 1986 рік — заступник завідувача міжнародного відділу ЦК КПРС.
У 1986—1990 роках — помічник генерального секретаря ЦК КПРС Михайла Горбачова з міжнародних справ. У 1990—1991 роках — помічник президента СРСР Михайла Горбачова з міжнародних справ.
З 1991 року — персональний пенсіонер у Москві.
З 1992 року — співробітник «Горбачов-Фонду». Керівник проєкту «Документальна історія Перебудови. Зовнішня політика Перебудови».
Автор численних наукових і політичних статей, співавтор низки підручників і збірок, автор кількох книг, у тому числі: «Шість років з Горбачовим. Із щоденникових записів», «Моє життя і мій час», «1991 рік: Щоденник помічника Президента СРСР», «Спільний результат. Щоденник двох епох. 1972—1991 роки», «Вибране» та ін.
Помер 12 березня 2017 року. Похований в Москві на Троєкуровському цвинтарі.

## Звання
- капітан

## Нагороди
- орден Леніна
- орден Вітчизняної війни I ст.
- орден Вітчизняної війни II ст.
- два ордени Трудового Червоного Прапора
- орден Дружби народів
- медаль «За бойові заслуги»
- медаль «За оборону Ленінграда»
- медаль «За перемогу над Німеччиною у Великій Вітчизняній війні 1941—1945 рр.» (1946)
- медалі